# Фирлей (гмина)
Фирлей (пол. Firlej) — сельская гмина (волость) в Польше, входит как административная единица в Любартувский повет, Люблинское воеводство. Население — 6295 человек (на 2004 год).

## Сельские округа
1. Баран
2. Быковщызна
3. Червонка-Гоздув
4. Червонка-Полесьна
5. Фирлей
6. Кунув
7. Лукувец
8. Майдан-Соболевски
9. Новы-Антонин
10. Пожарув
11. Пшиписувка
12. Сероцк
13. Соболев-Колёня
14. Соболев
15. Стары-Антонин
16. Сулошин
17. Воля-Скромовска
18. Вулька-Мечиславска
19. Вулька-Розвадовска
20. Загроды-Лукувецке

## Соседние гмины
1. Гмина Камёнка
2. Гмина Коцк
3. Гмина Любартув
4. Гмина Михув
5. Гмина Острувек